# Plancher-les-Mines
Plancher-les-Mines is een gemeente in het Franse departement Haute-Saône (regio Bourgogne-Franche-Comté). De plaats maakt deel uit van het arrondissement Lure. Plancher-les-Mines telde op 1 januari 2022 897 inwoners.
De plaats behoorde tijdens het ancien régime toe aan de abdij van Lure.

## Geografie
De oppervlakte van Plancher-les-Mines bedroeg op 1 januari 2022 25,59 vierkante kilometer; de bevolkingsdichtheid was toen 35,1 inwoners per km².
Planche des Belles Filles is een 1148 meter hoge bergtop in de Vogezen. Deze bergtop is bekend van aankomsten in de wielerkoers Ronde van Frankrijk.

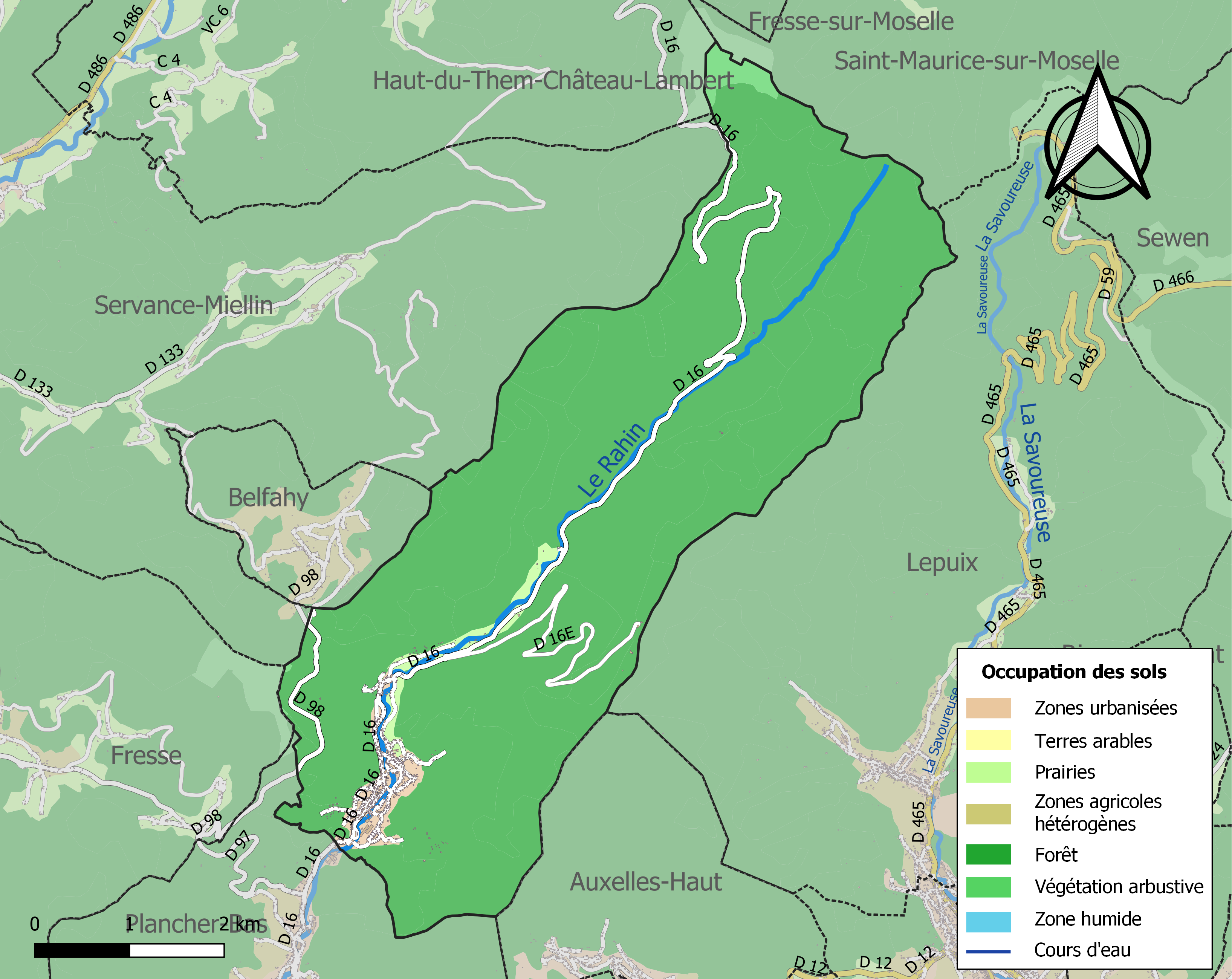
Kaart van de gemeente met de belangrijkste infrastructuur, bodemgebruik en omliggende gemeenten

## Demografie
Onderstaande figuur toont het verloop van het inwonertal (bron: INSEE-tellingen).